# Новоолександрівка (Веселівська селищна громада)
Новоолекса́ндрівка — село в Україні, у Мелітопольському районі Запорізької області. Входить до складу Веселівської селищної громади. Населення становить 651 осіб.

## Географія
Село Новоолександрівка розташоване на відстані 8 км від селища Веселе. Через село проходить автомобільна дорога Т 0817. Поруч проходить великий канал.
У селі є вулиці: Богдана Хмельницького, Магістральна, Молодіжна, Степова, Українська та провулок Шкільний.

## Історія
Село постраждало від Голодомору 1932—1933 років, організованого радянським урядом з метою винищення місцевого українського населення. Кількість встановлених жертв згідно з даними Державного архіву Запорізької області та свідченнями очевидців — 119 осіб.
У 1962—1965 роках належало до Михайлівського району Запорізької області, відтак у складі Веселівського району.
12 червня 2020 року, відповідно до розпорядження Кабінету Міністрів України № 713-р «Про визначення адміністративних центрів та затвердження територій територіальних громад Запорізької області», увійшло до складу Веселівської селищної громади.
19 липня 2020 року, в результаті адміністративно-територіальної реформи та ліквідації  Веселівського району увійшло до складу Мелітопольського району.

## Населення
За переписом населення України 2001 року в селі мешкало 659 осіб.

### Мова
Розподіл населення за рідною мовою за даними перепису 2001 року:
| Мова            | Кількість | Відсоток |
| --------------- | --------- | -------- |
| російська       | 371       | 56.99%   |
| українська      | 276       | 42.40%   |
| румунська       | 1         | 0.15%    |
| угорська        | 1         | 0.15%    |
| інші/не вказали | 2         | 0.31%    |
| Усього          | 651       | 100%     |